# Sparasion albopilosellum
Sparasion albopilosellum är en stekelart som beskrevs av Cameron 1906. Sparasion albopilosellum ingår i släktet Sparasion och familjen Scelionidae. Inga underarter finns listade i Catalogue of Life.